# Brassaiopsis minor
Brassaiopsis minor é uma espécie de Brassaiopsis nativa da Malásia.